# Белински (Пензенска област)
Белински (на руски: Белинский) е град в Русия, административен център на Белински район, Пензенска област. Населението му към 1 януари 2020 година е 7522 души.

## История
Градът е основан в началото на 18 век. Първото му споменаване се отнася през 1723 г. в ревизионната приказка на селяна Иван Слепов . До 1780 г. той се нарича: „село Николское, идентичност на Мали Ченбар”.
През 1780 г. е преобразуван в областен град Чембар от окръг Чембар на губерния Пенза. През 1798 г. е премахнат статута му. От 1801 г. отново е окръжен град на провинция Пенза.
Запомнящи се събития в живота на гражданите са посещенията в Чембар от император Александър I (1824) и Николай I (1836).
В края на 19 век в Чембар има 5 църкви, 6 учебни заведения, 11 малки фабрики, включително 8 фабрики за тухли.
През 1901 г. е открита платена библиотека. 
През 1914 г. е построен Народният дом на името на Белински. Средствата са събрани от изцяло от дарения.
В Чембар са пребивавали писателите М. Е. Салтиков-Щедрин, И. И. Лажечников. Дълго време са живели Замойский (Зевалкин), художника Л. М. Жемчужников. 
От 1928 г. Чембар е център на Чембарски окръг на област Пенза в Средно Поволжие. 
От 1929 г. - на Средно Поволжие
От 1937 г. - вече е част от Тамбовска област.
По време на Великата отечествена война се провеждат курсове на военни специалности (радисти, медицински сестри).
На 17 май 1948 г. Чембар е преименуван на Белински в чест на литературния критик и публицист Висарион Белински (1811-1848), чиито детски години (от 1816 до 1829) са прекарани в Чембар. За последен път Белински е дошъл в Чембар през 1830 г.
От 1938 г. в града работи Белинското педагогическо училище на името на В.Г.Белински, което Вячеслав Викторович Нефьодов завършва през 1988 г. Той е кандидат на историческите науки, вицепрезидент на Фондацията за подпомагане развитието на руската култура (основана в града на Белински през 2008 г.).